# Kakuichi Mimura
Kakuichi Mimura (Tokio, 16. kolovoza 1931.) japanski je nogometaš.

## Klupska karijera
Igrao je za Toho Titanium.

## Reprezentativna karijera
Za japansku reprezentaciju igrao je 1955. godine. Odigrao je 4 utakmice.
S japanskom reprezentacijom Kakuichi Mimura je igrao na Olimpijskim igrama 1956.

## Statistika
| Japan  | Japan | Japan |
| Godina | Nast. | Gol.  |
| ------ | ----- | ----- |
| 1955.  | 4     | 0     |
| Ukupno | 4     | 0     |

## Vanjske poveznice
- National Football Teams
- Japan National Football Team Database